# 40-й истребительный авиационный полк
40-й истребительный авиационный полк (40-й иап) — воинская часть Военно-воздушных сил (ВВС) Вооружённых Сил РККА, принимавшая участие в боевых действиях Великой Отечественной войны.

## Наименования полка
За весь период своего существования полк несколько раз менял своё наименование:
- 40-й истребительный авиационный полк;
- 41-й гвардейский истребительный авиационный полк;
- 41-й гвардейский истребительный авиационный Черновицкий полк;
- 41-й гвардейский истребительный авиационный Черновицкий ордена Кутузова полк;
- 712-й гвардейский истребительный авиационный Черновицкий ордена Кутузова полк;
- Полевая почта 40437.

## Создание полка
40-й истребительный авиационный полк сформирован в Особой Краснознамённой Дальневосточной армии путём преобразования 117-й отдельной истребительной авиационной эскадрильи. Базировался в районе села Покровское Приморского края.
6 - 12 августа 1938 года две эскадрильи истребителей И-16 из 40-го истребительного авиаполка участвовали в боевых действиях у озера Хасан с передового аэродрома Августовка (остальные две истребительные эскадрильи полка находились в боевой готовности на аэродроме базирования Покровка)

## Преобразование полка

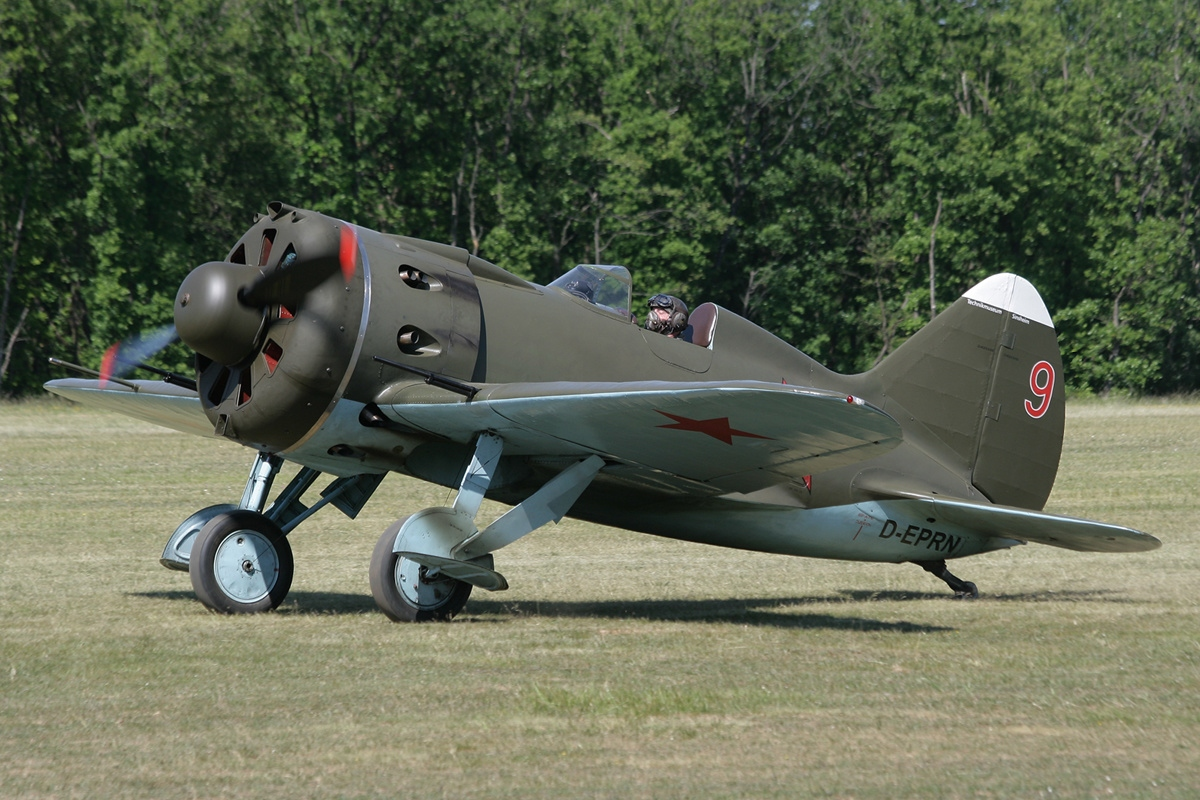
Самолёт И-16

40-й истребительный авиационный полк за образцовое выполнение боевых задач и проявленные при этом мужество и героизм на основании Приказа НКО СССР 8 февраля 1943 года переименован в 41-й гвардейский истребительный авиационный полк.

## В действующей армии
В составе действующей армии:
- с 7 сентября 1941 года по 8 февраля 1943 года, итого — 519 дней

## Командиры полка
- полковник Дементьев Фёдор Никитич[4] , 11.1939 — 27.03.1941 г.
- майор Субботин Николай Иванович[5], 01.1941 — 13.10.1941
- капитан, майор Куракин Михаил Дмитриевич[5], 10.1941 — 27.07.1942
- гвардии майор, подполковник Чупиков Павел Фёдорович[5], 27.07.42 — 01.11.43

## В составе соединений и объединений
| Период        | Фронт (округ)                              | армия                                            | корпус                                                                          | дивизия |
| ------------- | ------------------------------------------ | ------------------------------------------------ | ------------------------------------------------------------------------------- | --- |
| 27.06.1938 г. |                                            | ВВС Особой Краснознамённой Дальневосточной армии | 53-я авиационная бригада                                                        | формирование полка, И-16, И-15 бис                                                                                         |
| 29.07.1938 г. | Дальневосточный фронт                      | ВВС 1-й армии                                    |                                                                                 | боевые действия у озера Хасан, И-16, И-15 бис                                                                              |
| 11.08.1938 г. | Дальневосточный фронт                      | ВВС 1-й армии                                    |                                                                                 | окончание боевых действий у озера Хасан, И-16, И-15 бис                                                                    |
| 01.06.1940 г. |                                            | ВВС 1-й ОКА                                      | 72-я истребительная авиационная бригада                                         | Покровка, И-16, И-15 бис                                                                                                   |
| 01.09.1940 г. |                                            | ВВС 1-й ОКА                                      | 33-я смешанная авиационная дивизия                                              | Покровка, И-16, И-15 бис                                                                                                   |
| 01.12.1940 г. |                                            | ВВС 1-й ОКА                                      | 70-я истребительная авиационная дивизия                                         | Покровка, И-16 |
| 05.07.1941 г. |                                            | ВВС 1-й ОКА                                      | 70-я истребительная авиационная дивизия                                         | убыл на фронт И-16 |
| 07.08.1941 г. | ВВС Южного фронта                          |                                                  |                                                                                 | г. Купянск, разделён на два полка: 40-й истребительный авиационный полк и 40-й "А" истребительный авиационный полк на И-16 |
| 10.08.1941 г. | ВВС Южного фронта                          |                                                  |                                                                                 | г. Купянск, включён в систему ПВО г. Сталино, И-16                                                                         |
| 07.09.1941 г. | ВВС Южного фронта (оперативное подчинение) | Донбасский бригадный район ПВО                   | 76-я смешанная авиационная дивизия (оперативное подчинение)                     | г. Купянск, И-16 |
| 07.10.1941 г. | ВВС Южного фронта (оперативное подчинение) | Донбасский бригадный район ПВО                   | 76-я смешанная авиационная дивизия (оперативное подчинение)                     | Одержана первая победа в воздушном бою на И-16: мл. л-нт Коростылев П. В. в районе Малая Токмачка сбил Hs-126              |
| 16.11.1941 г. | ВВС Южного фронта                          |                                                  | 21-я смешанная авиационная дивизия                                              | И-16 |
| 06.12.1941 г. | ВВС Южного фронта                          | 5-я резервная группа СВГК                        |                                                                                 | И-16 |
| 29.12.1941 г. | ВВС Южного фронта                          |                                                  | 21-я смешанная авиационная дивизия                                              | И-16 |
| 06.01.1942 г. | ВВС Южного фронта                          |                                                  |                                                                                 | И-16 |
| 23.01.1942 г. | ВВС Южного фронта                          | ВВС 57-й армии                                   |                                                                                 | И-16 |
| 30.04.1942 г. | ВВС Южного фронта                          | ВВС 9-й армии                                    |                                                                                 | И-16 |
| 24.05.1942 г. | ВВС Южного фронта                          | 4-я воздушная армия                              | 217-я истребительная авиационная дивизия                                        | И-16 |
| 08.09.1942 г. | Закавказский фронт Северная группа войск   | 4-я воздушная армия                              | 216-я истребительная авиационная дивизия                                        | И-16 |
| 09.10.1942 г. | Закавказский фронт Северная группа войск   | 4-я воздушная армия                              | 4-й гвардейский Кубанский казачий кавалерийский корпус (оперативное подчинение) | И-16 |
| 13.01.1943 г. | Закавказский фронт Северная группа войск   | 4-я воздушная армия                              | 216-я истребительная авиационная дивизия                                        | И-16 |
| 07.02.1943 г. | Северо-Кавказский фронт                    | 4-я воздушная армия                              | 216-я смешанная авиационная дивизия                                             | И-16 |
| 08.02.1943 г. | Северо-Кавказский фронт                    | 4-я воздушная армия                              | 216-я смешанная авиационная дивизия                                             | Полк преобразован в гвардейский                                                                                            |

## Участие в операциях и битвах
- Бои у озера Хасан (1938 год)
- Великая Отечественная война (1941—1943):
  - Барвенковско-Лозовская операция — с 18 по 31 января 1942 года
  - Харьковская операция — с 23 мая 1942 года по 29 мая 1942 года.
  - Воронежско-Ворошиловградская операция — с 28 июня 1942 года по 24 июля 1942 года.
  - Донбасская операция — с 7 июля 1942 года по 24 июля 1942 года.
  - Северо-Кавказская наступательная операция — с 25 июля 1942 года по 4 февраля 1943 года.
  - Ростовская наступательная операция с 1 января 1943 года по 13 января 1943 года
  - Армавиро-Майкопская операция — с 6 августа 1942 года по 17 августа 1942 года.
  - Моздок-Малгобекская операция — с 1 сентября 1942 года по 28 сентября 1942 года.

## Отличившиеся воины полка
- Клепиков Николай Фёдорович, штурман 41-го гвардейского истребительного авиаполка 8-й гвардейской истребительной авиадивизии 2-й воздушной армии Воронежского фронта, гвардии капитан, Указом Президиума Верховного Совета СССР от 28 сентября 1943 года удостоен звания Героя Советского Союза.
- Куманичкин Александр Сергеевич, командир эскадрильи 41-го гвардейского истребительного авиаполка 8-й гвардейской истребительной авиадивизии 2-й воздушной армии 1-го Украинского фронта, гвардии капитан, Указом Президиума Верховного Совета СССР от 13 апреля 1944 года за мужество и воинскую доблесть, проявленные в воздушных боях с немецкими захватчиками удостоен звания Героя Советского Союза.
- Лобанов Александр Васильевич, заместитель командира эскадрильи 41-го гвардейского истребительного авиаполка 8-й гвардейской истребительной авиадивизии Указом Президиума Верховного Совета СССР от 28 сентября 1943 года за образцовое выполнение боевых заданий командования на фронте борьбы с немецкими захватчиками и проявленные при этом отвагу и геройство присвоено звание Героя Советского Союза.
- Павлов Александр Георгиевич командир эскадрильи 41-го гвардейского истребительного авиаполка 8-й гвардейской истребительной авиадивизии 5-го истребительного авиакорпуса 2-й воздушной армии Воронежского фронта Указом Президиума Верховного Совета СССР от 28 сентября 1943 года за образцовое выполнение боевых заданий командования на фронте борьбы с немецкими захватчиками и проявленные при этом отвагу и геройство присвоено звание Героя Советского Союза.
- Пилипенко Иван Маркович, командир эскадрильи 40-го истребительного авиационного полка 216-й истребительной авиационной дивизии 4-й воздушной армии Закавказского фронта, капитан, Указом Президиума Верховного Совета СССР от 13 декабря 1942 года за образцовое выполнение боевых заданий командования и проявленные при этом мужество и героизм посмертно присвоено звание Героя Советского Союза.
- Семенцов Михаил Иванович, заместитель командира эскадрильи 41-го гвардейского истребительного авиаполка 8-й гвардейской истребительной авиадивизии Указом Президиума Верховного Совета СССР от 28 сентября 1943 года за образцовое выполнение боевых заданий командования на фронте борьбы с немецкими захватчиками и проявленные при этом отвагу и геройство присвоено звание Героя Советского Союза.
- Чупиков Павел Фёдорович, командир полка, Указом Президиума Верховного Совета СССР от 19 августа 1944 года за мужество и героизм, проявленные в борьбе с противником присвоено звание Героя Советского Союза.
- Шлепов Виктор Петрович, командир эскадрильи 41-го гвардейского истребительного авиаполка 8-й гвардейской истребительной авиадивизии 5-го истребительного авиакорпуса 2-й воздушной армии Воронежского фронта Указом Президиума Верховного Совета СССР от 28 сентября 1943 года за образцовое выполнение боевых заданий командования на фронте борьбы с немецкими захватчиками и проявленные при этом отвагу и геройство присвоено звание Героя Советского Союза.

## Статистика боевых действий
Всего за 1941—1942 годы Великой Отечественной войны полком:
| Выполнено боевых вылетов | Сбито самолётов в воздухе | Уничтожено самолётов всего |
| ------------------------ | ------------------------- | -------------------------- |
| 8680                     | 95                        | 123                        |

Свои потери:
| Потеряно самолётов, всего | Погибло лётчиков всего |
| ------------------------- | ---------------------- |
| 52                        | 25                     |

## Самолёты на вооружении
| Период      | Самолёты |
| ----------- | -------- |
| 1938 — 1941 | И-16     |
| 1941 — 1942 | ЛаГГ-3   |
| 1942 — 1945 | Ла-5     |